# Jördis Hollnagel
Jördis Hollnagel (* 1971 in Schwerin) ist eine deutsche Kinderdarstellerin und Politikerin (Volt).

## Werdegang
Jördis Hollnagel wurde 1971 in Schwerin geboren und besuchte dort die Erweiterte Oberschule. Bereits in der Polytechnischen Oberschule erhielt sie die Hauptrolle in dem Kinderfilm Taubenjule. Die Kritik merkte zu ihr an, dass sie als herb wirkender Typ, kein niedliches Filmkind darstellt. Nach dem Abitur studierte sie an der Universität Leipzig Journalistik und Psychologie, zuzüglich eines Jahres Gender Studies 1994/95 an der University of Missouri–Kansas City. Neben ihrer Berufstätigkeit studierte sie von 2000 bis 2006 in Wirtschaftspsychologie und promovierte dort zum Thema Teilzeitarbeit für Führungskräfte. Sie arbeitet mit einer Unterbrechung von 2012 bis 2014 seit 2006 für die Robert Bosch GmbH im Bereich Personal und Weiterbildung. Seit 1998 lebt sie in Baden-Württemberg und seit dem Jahr 2006 mit ihrem Mann und ihren drei Kindern in einem kleinen Dorf bei Leonberg. Zur Bundestagswahl 2021 trat sie für die Partei Volt in Baden-Württemberg den Listenplatz Nummer 1 der Landesliste an.

## Auszeichnungen
- 1997: Wolfgang-Natonek-Preis der Universität Leipzig[4]